# Chico Bouchikhi
Jalloul "Chico" Bouchikhi (Arles, 13 de outubro de 1954) é um músico francês, cofundador da banda Gipsy Kings. Em 1992, saiu da banda e fundou Chico & the Gypsies.

## Biografia
Chico é filho de pai marroquino e mãe argelina. É casado com Marthe Reyes, a filha de José Reyes, o criador dos Gipsy Kings. O irmão de Chico, Ahmed Bouchiki, foi morto em junho de 1973 na cidade de Lillehammer, na Noruega, por agentes do Mossad, que o confundiram com Ali Hassan Salameh. O fato ficou conhecido como Caso Lillehammer. Em 1993, a banda Chico & the Gypsies tocou em Israel diante de Shimon Peres e Yasser Arafat durante as negociações dos acordos de paz de Oslo. Em setembro de 1994, a banda tocou em Oslo diante dos mesmos Shimon Peres e Yasser Arafat para celebrar o primeiro aniversário dos acordos. Desde 1996, Chico é enviado especial para a paz da Organização das Nações Unidas para a Educação, a Ciência e a Cultura. Vive atualmente em Saint-Rémy-de-Provence.

## Discografia

### Gipsy Kings
- 1982ː Allegria
- 1983ː Luna de Fuego
- 1987ː Gipsy Kings
- 1989ː Mosaique

### Chico & the Gypsies
- 1992ː Tengo Tengo
- 1996ː Vagabundo
- 1998ː Nomade
- 2003ː Bamboleo
- 2004ː Disque d'or
- 2005ː Freedom
- 2008ː Suerte
- 2011ː Chantent Charles Aznavour
- 2012ː Chico & the Gypsies... & Friends
- 2013ː Fiesta
- 2014ː Chico & the Gypsies & International Friends
- 2016ː Color 80's

#### Álbuns ao vivo
- 1992ː Live - Olympia Bruno Coquatrix
- 2012ː Live from Olympia Theater Paris

#### Singles
- 1996ː "Marina"
- 1998ː "Nomade 'Ya Rayah'"